# Pseudoeucanthus spinosus
Pseudoeucanthus spinosus is een eenoogkreeftjessoort uit de familie van de Bomolochidae. De wetenschappelijke naam van de soort is voor het eerst geldig gepubliceerd in 1986 door Byrnes T..